# Gynandromyia cryptum
Gynandromyia cryptum là một loài ruồi trong họ Tachinidae.